# Annie Cohen-Solal
Pour les articles homonymes, voir Cohen-Solal.
Annie Cohen-Solal, née en 1948 à Alger (Algérie française), est une écrivaine, connue principalement pour ses biographies de Jean-Paul Sartre, du galeriste new-yorkais Leo Castelli, ainsi que des peintres Mark Rothko et Pablo Picasso. Elle écrit ensuite des livres plus grand public et participe à des événements mondains dans divers pays, en relation avec le monde de l'art.

## Biographie
Titulaire du CAPES de lettres modernes (1970), Annie Cohen-Solal consacre une thèse à Paul Nizan avec les professeurs Annie Kriegel et Michel Décaudin, soutenue en 1981. 
Annie Cohen-Solal rencontre ensuite l'éditeur André Schiffrin qui lui commande une biographie de Jean-Paul Sartre. Publié en 1985,,, l'ouvrage est traduit en seize langues.

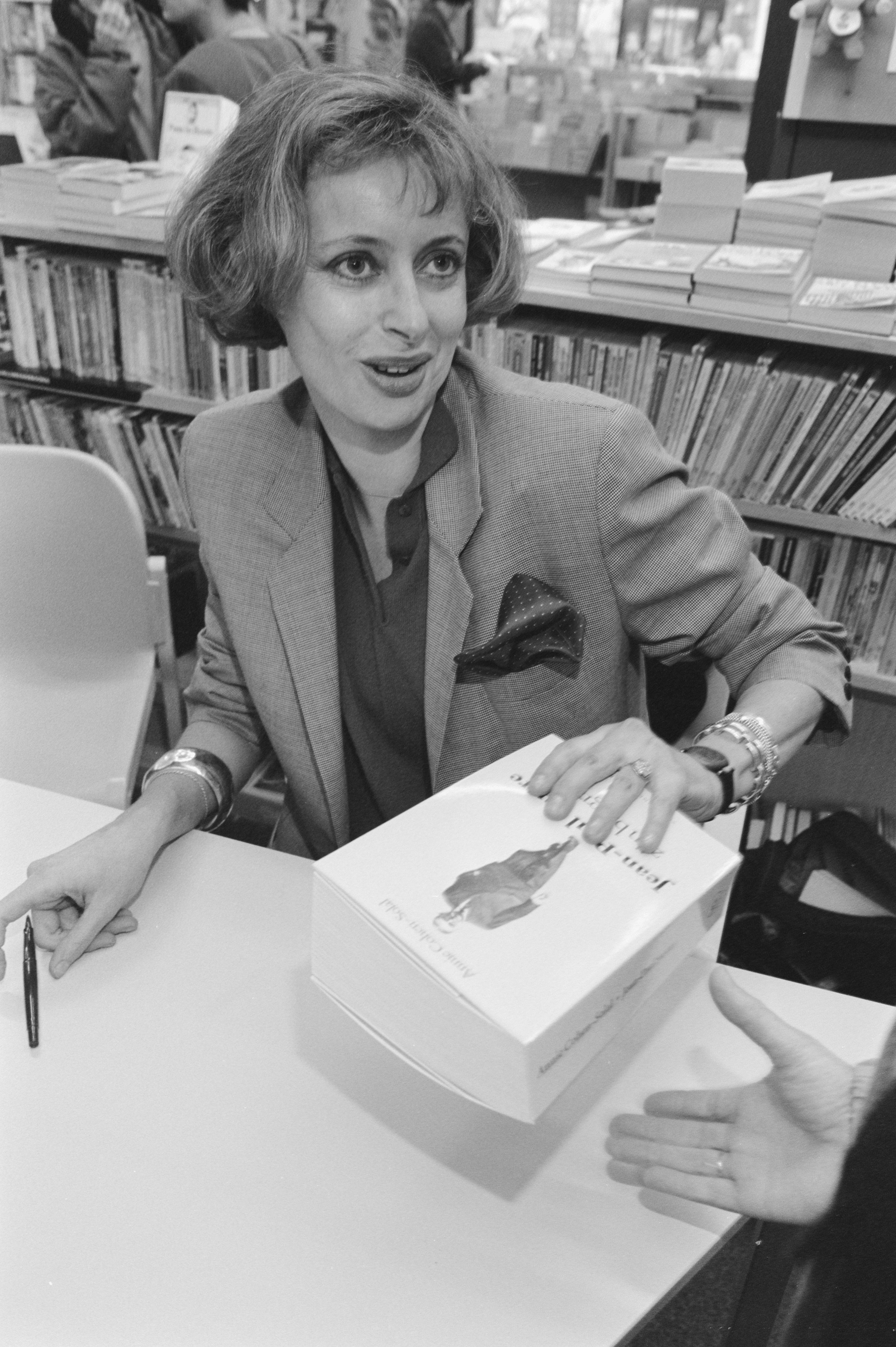
À Utrecht en 1988, Annie Cohen-Solal signe la biographie de Jean-Paul Sartre.

Elle est ensuite nommée conseillère culturelle auprès de l'ambassade de France aux États-Unis, en résidence à New York, poste qu'elle occupe de 1989 à 1993.
En 2001, elle soutient son habilitation à diriger des recherches à l’université Paris-Est-Marne-la-Vallée, intitulée Ruptures et passages. Nouvelles configurations dans l’espace intellectuel et l’espace pictural, 1850-1980.

### Parcours universitaire
Elle a enseigné à l'université libre de Berlin, à l'université hébraïque de Jérusalem, à l'université de New York, au département d'anglais de l'université de Caen-Normandie et a réalisé des courts séminaires ou présentations à l'École des hautes études en sciences sociales (EHESS).

### Recherches, publications, expositions
À New York, sa rencontre avec le marchand d'art Leo Castelli l'amène à s'intéresser au monde de l'art. En 2000, elle publie Un jour ils auront des peintres, l'avènement des peintres américains : Paris 1867 - New York 1948. En 2000, ce travail est repris dans une série de 25 émissions pour France Culture, De Frederic Church à Jackson Pollock, la marche héroïque des peintres américains.
En 2009, elle publie Leo Castelli et les siens, la première biographie culturelle du célèbre marchand d'art,.
En 2013, Leon Black lui commande un livre sur Mark Rothko.
Après avoir collaboré en 1989 à l'exposition Magiciens de la terre dont Jean-Hubert Martin était commissaire, elle en publie en 2014 le catalogue, Magiciens de la terre : retour sur une exposition légendaire. Elle participe ainsi au décloisonnement des discours sur l'art, introduisant dans les musées des outils d'analyse anthropologique et socioculturelle,. L'ouvrage éclaire le rôle pionnier de l'exposition de 1989, qui ouvre la scène artistique française aux artistes contemporains non-occidentaux, qui n'avaient jamais été exposés auparavant dans le monde occidental.
En 2013, elle co-dirige l'organisation de la Nuit Sartre, à l'ENS, faisant intervenir des élèves et des chercheurs aussi bien philosophes qu'historiens ou géographes, et anime un séminaire de recherches « Géopolitique de Sartre ».
Avec l’historien Jeremy Adelman (en) (de l'université de Princeton), elle est co-directrice d’un groupe de chercheurs à l'université Stanford, sur le thème « Crossing Boundaries » en 2015.
Toujours en lien avec sa vision globale des flux artistiques, la Fondation Maeght à Saint-Paul-de-Vence lui confie l’essai du catalogue de l’exposition sur le couple Christo (2016).
À partir de 2016, elle concentre ses recherches sur Pablo Picasso. En 2022, elle est commissaire de l'exposition « Picasso l'étranger » au musée de l'Histoire de l'immigration, inspirée de son ouvrage, Un étranger nommé Picasso, et en partenariat avec le musée Picasso (prix Historia de la meilleure exposition 2022).

### Distinctions
Depuis 2015, Annie Cohen-Solal est membre du conseil d'administration de Paris College of Art.
Depuis 2022, elle est Distinguished Professor à l'université Bocconi de Milan (département de sciences politiques et sociales).

### Décoration
- 22 juin 2009 : Chevalière de la Légion d'honneur[24],[6]

### Famille
Son frère, Jean-Martin Cohen-Solal est directeur général de la Mutualité française. Sa sœur, Lyne Cohen-Solal, est une journaliste et femme politique française.

## Œuvres
- Paul Nizan, communiste impossible, Paris, Grasset, 1980
- Sartre 1905-1980, Paris, Gallimard, 1985 (présentation en ligne)
- Jean-Paul Sartre, Paris, Gallimard, 1991, « Albums de la Pléiade »
- Un jour ils auront des peintres : l'avènement des peintres américains, Paris 1867 - New York 1948, Paris, Gallimard, 2000 Prix Bernier de l'Académie des beaux-arts[27] ; traduit en anglais, italien et néerlandais.
- Sartre, un penseur pour le XXIe siècle, Paris, Gallimard, coll. « Découvertes Gallimard/Littératures » n° 468, 2005
- Jean-Paul Sartre, Paris, PUF, coll. « Que sais-je ? », 2005 (présentation en ligne), chap. 3732[28]
- Leo Castelli et les siens, Paris, Gallimard, coll. « Témoins de l'art », 2009 Prix Artcurial 2010[29].
- Une Renaissance sartrienne, Paris, Gallimard, 2013 (présentation en ligne)
- Mark Rothko, Arles, Actes Sud, 2013
- Un étranger nommé Picasso, Paris, Fayard, 2021 (présentation en ligne)Prix Femina essai 2021[30].

### En collaboration
- (en) Annie Cohen-Solal, Paul Goldberger et Robert Gottlieb, New York Mid-century : Post-war Capital of Culture, 1945-1965, Thames & Hudson, 2014, 399 p. (présentation en ligne)
- Dir. avec Jean-Hubert Martin, Magiciens de la terre : retour sur une exposition légendaire, Paris, Éditions du centre Pompidou, Éditions Xavier Barral, 2014, 400 p.[14]

### Vidéo
- Annie Cohen-Solal, Sartre un penseur pour le XXIe siècle sur Ina.fr